# 約納斯·卡爾斯
約納斯·卡爾斯（Jonas Carls，1997年03月25日—）是德國的一位足球運動員。在場上司職左後衛。他現在效力于德国足球丙级联赛球隊瓦德霍夫曼海姆。